# Paul Marshall (Schwimmer)
Paul Julian Marshall (* 28. April 1961 in Dundee; † 23. Mai 2009 ebenda) war ein britischer Schwimmer.

## Karriere
Paul Marshall war der Sohn einer Schottin und eines Ghanaers. Er wurde im Alter von wenigen Wochen von einem schottischen Ehepaar adoptiert.
Bei den Commonwealth Games 1978 in Edmonton trat Marshall in fünf Wettbewerben an, gewann aber keine Medaille. Über 100 Meter Rücken verbesserte er seinen eigenen schottischen Rekord.
1980 bei den Olympischen Spielen in Moskau schwamm Marshall im Halbfinale die 14. Zeit über 100 Meter Rücken. Die britische 4-mal-100-Meter-Lagenstaffel mit Paul Marshall, Duncan Goodhew, David Lowe und Mark Taylor erreichte das Finale mit der fünftbesten Vorlaufzeit. Im Finale gewannen Gary Abraham, Duncan Goodhew, David Lowe und Martin Smith die Bronzemedaille hinter den Australiern und der Staffel aus der Sowjetunion. Bis einschließlich 1980 erhielten Schwimmer, die nur im Vorlauf eingesetzt worden waren, keine Medaille. Paul Marshall war nach Kevin Burns 1976 der zweite nichtweiße Schwimmer, der für Großbritannien antrat.
Kurz nach seiner Olympiateilnahme beendete Marshall seine sportliche Laufbahn und war danach über 20 Jahre bei der Royal Air Force. Im Alter von 48 Jahren starb Marshall an Darmkrebs.